# Ritratto di giovane flautista
Lucio è un dipinto a olio su tela (70,3x100,3 cm) di Giovanni Gerolamo Savoldo, databile al 1540 circa e conservato nella Pinacoteca Tosio Martinengo di Brescia.

## Storia
L'opera è nota dall'Ottocento, quando si trovava nella collezione di Lord Anherest di Sevenoaks, venendo esposto per la prima volta a Londra nel 1894 con attribuzione al Giorgione. In quell'occasione fu letta la firma dell'autore, sul foglio da musica appeso alla parete. Fu acquistato da Alessandro Contini Bonacossi, dopo essere stato escluso dal lascito agli Uffizi, e venduto dagli eredi a Peter Sharp, collezionista di New York. Fu poi acquistato dalla BIPOP BIPOP-Banca Popolare di Brescia nel 1994, che lo riportò in Italia venendo conservato presso la Pinacoteca Tosio Martinengo di Brescia.
Il quadro è citato nella storia "Minni, Pippo e il mistero del Topoldo" di Marco Nucci e Davide Cesarello con i colori di Diana Laudando, apparsa per la prima volta nel Topolino 3549 del 29 novembre 2023. Nella storia disneyana il quadro si chiama "Il ritratto del giovane viellista" e l'autore è Giovanni Gerolamo Topoldo.

### Ritorno a Brescia
Il ritorno in città del dipinto considerato tra le opere più importanti di Brescia, avvenne grazie all'acquisto avvenuto all'asta di Sothebys a New York il 13 gennaio 1994. In collegamento telefonico da Brescia Bruno Sonzogni, direttore generale e rappresentante di Bipop Banca Popolare di Brescia. All'asta ci furono 39 rilanci, che confermano il grande interesse da parte di collezionisti.
La città accolse con grande entusiasmo la notizia del ritorno del dipinto dell'importante pittore bresciano. Proprio in occasione del ritorno dell'opera a Brescia, furono riaperte il 26 febbraio 1994 le sale espositive della Pinacoteca Tosio Martinengo dopo un periodo di chiusura dovuta ai restauri dei locali.
Rassegna stampa:
- Bresciaoggi, 14 gennaio 1994 - "BIPOP riporta il Savoldo a Brescia"  - "In un metro per 74 cm. Un capolavoro assoluto";
- Giornale di Brescia, 14 gennaio 1994 - "Il Savoldo sarà di Brescia - Acquistato all'asta dalla Banca Popolare di Brescia";
- Bresciaoggi, 15 gennaio 1994 - "Il Savoldo apre un'epoca nuova" (Sindaco Corsini) Il capolavoro riconquistato da BIPOP;
- Giornale di Brescia, 15 gennaio 1994  "Savoldo, il mecenatismo approda a Brescia - Una gara d'asta al cardiopalma";
- Milano Finanza - Arte & Investimenti del 29 gennaio 1994 - "Il flauto di BIPOP - L'opera più importante del Savoldo è tornata nella città natale" A comprarla è stata la Banca Popolare di Brescia;
- Giornale di Brescia 30 gennaio 1994 - "Se al Savoldo mancasse la luce..." (acquistata con un gesto di innegabile grande peso culturale dalla BIPOP);
- Il Giornale dell'Arte n.119, febbraio 1994 - "Savoldo torna a Brescia" - Grazie all'intervento della Banca di Brescia;
- Il Giornale di Brescia, 17 febbraio 2018 - "Dipinti che vanno, opere che arrivano: la generosità dei privati" "...La precedente riapertura della Pinacoteca nel 1994 vide l'ingresso del "Flautista" del Savoldo, acquistato all'asta da BIPOP";
- In occasione della visita del Presidente della Repubblica Sergio Mattarella in data 20-01-2023, per l'inaugurazione dell'anno Capitale della Cultura Brescia Bergamo, trasmessa dalle reti tv nazionali, sullo sfondo del palco del Teatro Grande era proiettato il Flautista del Savoldo scelto, tra tante opere pregevoli, a rappresentare la nostra Città, di fronte al Presidente della Repubblica e all' Italia, testimonianza del grande valore affettivo e simbolico che legano Brescia al Flautista.

## Descrizione e stile
In una stanza chiusa un ragazzo si volta di tre quarti verso lo spettatore, sospendendo una sonata del flauto che impugna con le mani, davanti a un libro di musica e con alla parete un foglio musicale attaccato, oltre a un armadietto a muro in cui si intravedono alcuni libri e una piccola scatola rotonda che sporgono dal ripiano dell'armadietto. Il ragazzo è abbigliato in maniera vistosa, denunciando la sua alta estrazione sociale, ma è evidente anche un senso di malinconia, derivato da una personale interpretazione dell'opera di Giorgione. All'ambientazione pastorale Savoldo infatti sostituì l'interno chiuso, in cui la luce fa da padrona, misurando la solitudine dell'interno domestico e rivelando i particolari degli oggetti, non molto diversamente da come farà Vermeer nel secolo successivo. Il cappello calzato getta un'ombra sugli occhi del ragazzo, che appaiono così velati e sembrano far trasparire una trattenuta infelicità. Anche la pesante pelliccia del mantello appare quasi come un giogo, che fa curvare leggermente la figura. Le mani invece sono illuminate in maniera incidente, rivelando uno straordinario brano di verismo, tipico del Rinascimento bresciano, di cui Savoldo fu uno dei protagonisti, arrivando a influenzare anche Caravaggio.